# Comitatul Lake, Michigan
Comitatul Lake, conform originalului din engleză Lake County este unul din cele 72 de comitate din statul Michigan din Statele Unite ale Americii. Conform recensământului efectuat de United States Census Bureau în anul 2000, populația comitatului era de 11.333 de locuitori. Sediul comitatului este localitatea Baldwin GR6.
Comitatul este situat în partea superioară, central-vestică a peninsulei inferioară (engleză Lower Peninsula), fiind învecinat de șapte alte comitate (în sens orar, de la nord, Manistee, Wexford, Osceola, Mecosta, Newaygo, Oceana și Mason), și deci, în ciuda numelui  "Comitatul Lacului" (Lake County), doar de uscat.

## Geografie
Conform Census 2000, comitatul avea o suprafață totală de 1.487,61 km² (sau 574,61 sqmi), dintre care 1.469,29 km2 (ori 567.45 sqmi, sau 98,75 %) reprezintă uscat și restul de 19,32 km2 (sau 9.16 sqmi, ori 1,59 %) este apă.

### Comitate adiacente
- Comitatul Manistee—nord-vest
- Comitatul Wexford—nord-est
- Comitatul Osceola—est
- Comitatul Mecosta—sud-est
- Comitatul Newaygo—sud
- Comitatul Oceana—sud-vest
- Comitatul Mason—vest

## Demografie

### Drumuri de tip autostradă (Highways)
- US 10
- M-37

## Localități
| Orașe (Cities) | Localități neîncorporate (Unincorporated communities) |

Cantoane / Districte (Townships)
|  |  |  |

## Demografie
|  | Graficele sunt indisponibile din cauza unor probleme tehnice. Mai multe informații se găsesc la Phabricator și la wiki-ul MediaWiki. |

Date: Wikidata - grafică realizată de Wikipedia